# ヴァイオリンソナタ第2番 (ベートーヴェン)
ヴァイオリンソナタ第2番（ヴァイオリンソナタだいにばん）イ長調 作品12-2 は、ルートヴィヒ・ヴァン・ベートーヴェンが1797年から1798年にかけて作曲したヴァイオリンソナタ。全3曲ある「作品12」のヴァイオリンソナタの中で最初に作曲されたと考えられており、第1番、第3番と共に師であるアントニオ・サリエリに献呈された。

## 曲の構成
陽気で快活な曲想。
- 第1楽章 アレグロ・ヴィヴァーチェ
イ長調、8分の6拍子、ソナタ形式。
冒頭はヴァイオリンの3連符とピアノがおどけた前打音つきの主和音で旋律をつける。

- 第2楽章 アンダンテ・ピウ・トスト・アレグレット
イ短調、4分の2拍子、三部形式。
下降音階と付点リズムが特徴的な物悲しい楽章。

- 第3楽章 アレグロ・ピアチェーヴォレ
イ長調、4分の3拍子、ロンド形式。
ピアチェーヴォレの通り、穏やかな楽章。作曲者の初期作品に共通して、以前の時代作品にはない演奏記号を使って自身の作曲意図を訴えている。